# سویفت‌ایر
سویفت‌ایر (به انگلیسی: Swiftair) یک شرکت هواپیمایی با کد یاتا WT است که در ۱۹۸۶ میلادی تأسیس شده‌است. دفتر مرکزی سویفت‌ایر در مادرید، اسپانیا واقع شده‌است.